# Маківське
Ма́ківське (до 1948 року — Юна́н-Аса́н-Бай, крим. Yunan Asan Bay) — село Феодосійського району Автономної Республіки Крим.
Орган місцевого самоврядування — Журавська сільська рада. Населення — 294 мешканців.

## Географія
Маківське — село на південному заході району, у степового Криму, на правому березі річки Чорох-Су, висота над рівнем моря — 101 м. Долина крихітній річки густо заселена — до Маковського примикають з примикають із заходу Ізобільне, з півночі — Журавки, й за 300 м на захід — Тутівка. Райцентр Кіровське — приблизно за 12 км, там же найближча залізнична станція — Кіровська (на лінії Джанкой — Феодосія).

## Історія
Перша згадка про грецький населений пункт Асанбая міститься в «Списку населених місць Таврійської губернії за відомостями 1864», складеному за результатами VIII ревізії 1864 року, згідно з яким Гассан-Бай — власницьке село татарське і грецьке з 30 дворами, 161 жителем і мечеттю  при річці Чурюк-Су. Мабуть, це були румелійські переселенці, які прибули до Криму в 1828—1832 роках. Надалі, у доступних джерелах, до 1948 року згадок про греків не зустрічається. Лише в  Списку населених пунктів Кримської АРСР за Всесоюзним переписом від 17 грудня 1926  значиться, окремо від власне села, артіль Асанбаєв (давалу) у складі Сеїт-Елінської сільради Феодосійського району. 15 вересня 1931 Феодосійський район скасували і село включили до складу Старо-Кримського, а з 1935 — Кіровського району.
У 1944 році, після звільнення Криму від нацистів, згідно з Постановою ДКО № 5984сс від 2 червня 1944, 27 червня кримські греки були депортовані в Пермську область і Середню Азію і в тому ж році в село приїхали переселенці з Курської і Ростовської областей.
Указом Президії Верховної Ради РРФСР від 18 травня 1948, Асанбай грецький перейменували в Маківське. Указом Президії Верховної Ради УРСР «Про укрупнення сільських районів Кримської області», від 30 грудня 1962 Кіровський район був скасований і село приєднали до Нижньогірского. 1 січня 1965, указом Президії ВР УРСР «Про внесення змін до адміністративного районування УРСР — по Кримській області», знову включили до складу Кіровського.

## Населення
Згідно з переписом УРСР 1989 року чисельність наявного населення села становила 219 осіб, з яких 103 чоловіки та 116 жінок.
За переписом населення України 2001 року в селі мешкали 294 особи.

### Мова
Розподіл населення за рідною мовою за даними перепису 2001 року:
| Мова              | Відсоток |
| ----------------- | -------- |
| кримськотатарська | 78,23 %  |
| російська         | 16,33 %  |
| українська        | 2,38 %   |
| білоруська        | 1,70 %   |
| вірменська        | 0,34 %   |
| інші              | 1,02 %   |